# Afrotheria
Afrotheria je starobylá skupina placentálních savců, která zahrnuje chobotnatce, damany, sirény, hrabáče a dva řády drobných savců dříve řazených mezi hmyzožravce – bércouny a afrosoricidy. Většina recentních afrotherií žije v Africe, rozšíření damanů však zasahuje až na Blízký východ (daman skalní) a rozšíření chobotnatců až do jihovýchodní Asie (slon indický). Sirény žijí v teplých vodách Ameriky, Afriky i Asie. Vedle jihoamerické skupiny Xenarthra a dnes už po celém světě rozšířených boreoeutherií jsou Afrotheria třetí hlavní skupinou placentálů.
|               | Xenarthra                                                           |
|               |                                                                     |
| Boreoeutheria | \| \| Laurasiatheria \| \| \| \| \| \| Euarchontoglires \| \| \| \| |
|               | \| \| Laurasiatheria \| \| \| \| \| \| Euarchontoglires \| \| \| \| |
|               | Laurasiatheria                                                      |
|               |                                                                     |
|               | Euarchontoglires                                                    |
|               |                                                                     |

|  | Laurasiatheria   |
|  |                  |
|  | Euarchontoglires |
|  |                  |

|               | Xenarthra                                                           |
|               |                                                                     |
| Boreoeutheria | \| \| Laurasiatheria \| \| \| \| \| \| Euarchontoglires \| \| \| \| |
|               | \| \| Laurasiatheria \| \| \| \| \| \| Euarchontoglires \| \| \| \| |
|               | Laurasiatheria                                                      |
|               |                                                                     |
|               | Euarchontoglires                                                    |
|               |                                                                     |

|  | Laurasiatheria   |
|  |                  |
|  | Euarchontoglires |
|  |                  |

## Vnitřní skupiny a jejich vztahy
Následující kladogram nelze dosud považovat za ustálený v linii Paenungulata. Ve fylogenetických studiích byla tradičně za bazální považována a molekulárně dokládána větev reprezentovaná damany, zatímco sirény tvořily společnou skupinu Tethytheria s chobotnatci (a vymřelými embrithopody). Studie z r. 2024 však na základě genomické analýzy recentních druhů identifikovala jako bazální větev sirén a damany jako sesterskou skupinu k chobotnatcům. Následující schéma zobrazuje tradiční představu o příbuzenských vztazích recentních řádů a čeledí afrotherií.
|               | zlatokrtovití (Chrysochloridae)                                                          |
|               |                                                                                          |
| Tenrecomorpha | \| \| bodlínovití (Tenrecidae) \| \| \| \| \| \| vydříkovití (Potamogalidae) \| \| \| \| |
|               | \| \| bodlínovití (Tenrecidae) \| \| \| \| \| \| vydříkovití (Potamogalidae) \| \| \| \| |
|               | bodlínovití (Tenrecidae)                                                                 |
|               |                                                                                          |
|               | vydříkovití (Potamogalidae)                                                              |
|               |                                                                                          |

|  | bodlínovití (Tenrecidae)    |
|  |                             |
|  | vydříkovití (Potamogalidae) |
|  |                             |

|               | zlatokrtovití (Chrysochloridae)                                                          |
|               |                                                                                          |
| Tenrecomorpha | \| \| bodlínovití (Tenrecidae) \| \| \| \| \| \| vydříkovití (Potamogalidae) \| \| \| \| |
|               | \| \| bodlínovití (Tenrecidae) \| \| \| \| \| \| vydříkovití (Potamogalidae) \| \| \| \| |
|               | bodlínovití (Tenrecidae)                                                                 |
|               |                                                                                          |
|               | vydříkovití (Potamogalidae)                                                              |
|               |                                                                                          |

|  | bodlínovití (Tenrecidae)    |
|  |                             |
|  | vydříkovití (Potamogalidae) |
|  |                             |

|               | zlatokrtovití (Chrysochloridae)                                                          |
|               |                                                                                          |
| Tenrecomorpha | \| \| bodlínovití (Tenrecidae) \| \| \| \| \| \| vydříkovití (Potamogalidae) \| \| \| \| |
|               | \| \| bodlínovití (Tenrecidae) \| \| \| \| \| \| vydříkovití (Potamogalidae) \| \| \| \| |
|               | bodlínovití (Tenrecidae)                                                                 |
|               |                                                                                          |
|               | vydříkovití (Potamogalidae)                                                              |
|               |                                                                                          |

|  | bodlínovití (Tenrecidae)    |
|  |                             |
|  | vydříkovití (Potamogalidae) |
|  |                             |

|               | zlatokrtovití (Chrysochloridae)                                                          |
|               |                                                                                          |
| Tenrecomorpha | \| \| bodlínovití (Tenrecidae) \| \| \| \| \| \| vydříkovití (Potamogalidae) \| \| \| \| |
|               | \| \| bodlínovití (Tenrecidae) \| \| \| \| \| \| vydříkovití (Potamogalidae) \| \| \| \| |
|               | bodlínovití (Tenrecidae)                                                                 |
|               |                                                                                          |
|               | vydříkovití (Potamogalidae)                                                              |
|               |                                                                                          |

|  | bodlínovití (Tenrecidae)    |
|  |                             |
|  | vydříkovití (Potamogalidae) |
|  |                             |

| sirény (Sirenia)          | \| \| dugongovití (Dugongidae) \| \| \| \| \| \| kapustňákovití (Trichechidae) \| \| \| \| |
|                           | \| \| dugongovití (Dugongidae) \| \| \| \| \| \| kapustňákovití (Trichechidae) \| \| \| \| |
| chobotnatci (Proboscidea) | slonovití (Elephantidae)                                                                   |
|                           | slonovití (Elephantidae)                                                                   |
|                           | dugongovití (Dugongidae)                                                                   |
|                           |                                                                                            |
|                           | kapustňákovití (Trichechidae)                                                              |
|                           |                                                                                            |

|  | dugongovití (Dugongidae)      |
|  |                               |
|  | kapustňákovití (Trichechidae) |
|  |                               |

| sirény (Sirenia)          | \| \| dugongovití (Dugongidae) \| \| \| \| \| \| kapustňákovití (Trichechidae) \| \| \| \| |
|                           | \| \| dugongovití (Dugongidae) \| \| \| \| \| \| kapustňákovití (Trichechidae) \| \| \| \| |
| chobotnatci (Proboscidea) | slonovití (Elephantidae)                                                                   |
|                           | slonovití (Elephantidae)                                                                   |
|                           | dugongovití (Dugongidae)                                                                   |
|                           |                                                                                            |
|                           | kapustňákovití (Trichechidae)                                                              |
|                           |                                                                                            |

|  | dugongovití (Dugongidae)      |
|  |                               |
|  | kapustňákovití (Trichechidae) |
|  |                               |

|               | zlatokrtovití (Chrysochloridae)                                                          |
|               |                                                                                          |
| Tenrecomorpha | \| \| bodlínovití (Tenrecidae) \| \| \| \| \| \| vydříkovití (Potamogalidae) \| \| \| \| |
|               | \| \| bodlínovití (Tenrecidae) \| \| \| \| \| \| vydříkovití (Potamogalidae) \| \| \| \| |
|               | bodlínovití (Tenrecidae)                                                                 |
|               |                                                                                          |
|               | vydříkovití (Potamogalidae)                                                              |
|               |                                                                                          |

|  | bodlínovití (Tenrecidae)    |
|  |                             |
|  | vydříkovití (Potamogalidae) |
|  |                             |

|               | zlatokrtovití (Chrysochloridae)                                                          |
|               |                                                                                          |
| Tenrecomorpha | \| \| bodlínovití (Tenrecidae) \| \| \| \| \| \| vydříkovití (Potamogalidae) \| \| \| \| |
|               | \| \| bodlínovití (Tenrecidae) \| \| \| \| \| \| vydříkovití (Potamogalidae) \| \| \| \| |
|               | bodlínovití (Tenrecidae)                                                                 |
|               |                                                                                          |
|               | vydříkovití (Potamogalidae)                                                              |
|               |                                                                                          |

|  | bodlínovití (Tenrecidae)    |
|  |                             |
|  | vydříkovití (Potamogalidae) |
|  |                             |

|               | zlatokrtovití (Chrysochloridae)                                                          |
|               |                                                                                          |
| Tenrecomorpha | \| \| bodlínovití (Tenrecidae) \| \| \| \| \| \| vydříkovití (Potamogalidae) \| \| \| \| |
|               | \| \| bodlínovití (Tenrecidae) \| \| \| \| \| \| vydříkovití (Potamogalidae) \| \| \| \| |
|               | bodlínovití (Tenrecidae)                                                                 |
|               |                                                                                          |
|               | vydříkovití (Potamogalidae)                                                              |
|               |                                                                                          |

|  | bodlínovití (Tenrecidae)    |
|  |                             |
|  | vydříkovití (Potamogalidae) |
|  |                             |

|               | zlatokrtovití (Chrysochloridae)                                                          |
|               |                                                                                          |
| Tenrecomorpha | \| \| bodlínovití (Tenrecidae) \| \| \| \| \| \| vydříkovití (Potamogalidae) \| \| \| \| |
|               | \| \| bodlínovití (Tenrecidae) \| \| \| \| \| \| vydříkovití (Potamogalidae) \| \| \| \| |
|               | bodlínovití (Tenrecidae)                                                                 |
|               |                                                                                          |
|               | vydříkovití (Potamogalidae)                                                              |
|               |                                                                                          |

|  | bodlínovití (Tenrecidae)    |
|  |                             |
|  | vydříkovití (Potamogalidae) |
|  |                             |

| sirény (Sirenia)          | \| \| dugongovití (Dugongidae) \| \| \| \| \| \| kapustňákovití (Trichechidae) \| \| \| \| |
|                           | \| \| dugongovití (Dugongidae) \| \| \| \| \| \| kapustňákovití (Trichechidae) \| \| \| \| |
| chobotnatci (Proboscidea) | slonovití (Elephantidae)                                                                   |
|                           | slonovití (Elephantidae)                                                                   |
|                           | dugongovití (Dugongidae)                                                                   |
|                           |                                                                                            |
|                           | kapustňákovití (Trichechidae)                                                              |
|                           |                                                                                            |

|  | dugongovití (Dugongidae)      |
|  |                               |
|  | kapustňákovití (Trichechidae) |
|  |                               |

| sirény (Sirenia)          | \| \| dugongovití (Dugongidae) \| \| \| \| \| \| kapustňákovití (Trichechidae) \| \| \| \| |
|                           | \| \| dugongovití (Dugongidae) \| \| \| \| \| \| kapustňákovití (Trichechidae) \| \| \| \| |
| chobotnatci (Proboscidea) | slonovití (Elephantidae)                                                                   |
|                           | slonovití (Elephantidae)                                                                   |
|                           | dugongovití (Dugongidae)                                                                   |
|                           |                                                                                            |
|                           | kapustňákovití (Trichechidae)                                                              |
|                           |                                                                                            |

|  | dugongovití (Dugongidae)      |
|  |                               |
|  | kapustňákovití (Trichechidae) |
|  |                               |